# سمر بدوی
سمر بدوی از فعالان حقوق زنان در عربستان سعودی است که در موارد بسیار مهمی از حقوق زنان، از جمله حق رأی زنان، نظام سرپرستی ولی و قیم مرد بر زن و نیز حق رانندگی زنان در این کشور فعالیت‌های چشمگیری داشته‌است.

## نظام سرپرستی ولی و قیّم مرد بر زن در عربستان سعودی
نظام سرپرستی ولی و قیّم مرد بر زن در عربستان سعودی زنان را از ازدواج، کار و مسافرت بدون اجازهٔ قیم مرد بازمی‌دارد. بدوی اولین زن در عربستان سعودی است که در جریان یک پروندهٔ تاریخی از پدرش به دلیل سوءاستفاده از نظام سرپرستی ولی شکایت کرد.
سمر پس از جدایی از نخستین همسرش با پسرش به خانه پدری بازگشت. پدرش او را به شدت مورد ضرب و شتم قرار می‌داد و سمر در نهایت در ماه مارس سال ۲۰۰۸ به خانهٔ امن زنان در جده گریخت. پدرش از او به اتهام «نافرمانی» به دادگاه شکایت کرد، این شکایت اما ادامه نیافت. پدرش در سال ۲۰۰۹ مجدداً از وی شکایت کرد. اما سمر احضاریه‌های دادگاه را نادیده گرفت و در دادگاه حاضر نشد که این امر منجر به صدور دستور بازداشت برای وی گردید. در این پرونده ولید ابوالخیر، وکیل و فعال حقوق بشر دفاع از وی را بر عهده گرفت.
سمر قصد ازدواج دوباره را داشت، اما پدرش در مقام قیّم مانع از ازدواج وی می‌شد. سمر در این مورد شکایتی تسلیم دادگاه کرد تا حق قیمومتش از پدرش گرفته شود. در پاسخ به این شکایت، پدر وی شکایت دیگری مبنی بر نافرمانی سمر به دادگاه ارائه داد. این شکایت پدر منجر به بازداشت و زندانی شدن سمر در روز جلسهٔ محاکمه و رسیدگی به شکایتش از پدرش شد. سرانجام سمر، بی آن‌که محاکمه‌ای در کار باشد، در اکتبر ۲۰۱۰ از زندان آزاد شد. دلیل این آزادی کارزاری بین‌المللی بود که توسط مدافعان حقوق بشر در عربستان و سایر کشورها در حمایت از وی به راه افتاده بود که افکار عمومی را متوجه وضع او ساخته و درخواست آزادی‌اش را تسلیم ملک عبدالله کرده بودند.

## حق رأی زنان در عربستان سعودی
سمر بدوی نخستین زنی است که در عربستان سعودی به خاطر حق رأی زنان و جلوگیری از شرکت زنان در انتخابات از دولت به دادگاه شکایت کرده و خواستار حق رأی برای زنان شده‌است.
در زمان انتخابات شهرداری در سپتامبر سال ۲۰۱۱ سمر برای شرکت در انتخابات به یکی از حوزه‌های مربوط رفت، اما مسئولان حوزهٔ انتخابات از ثبت نام وی خودداری نمودند. سمر با استناد به مواد ۳ و ۲۴ از منشور عربی حقوق بشر مبنی بر عدم وجود قانونی که زنان را از رأی دادن یا نامزد شدن بازدارد، این امر را غیرقانونی خواند و از وزارت امور شهری و روستایی به مراجع ذی‌ربط شکایت کرد. که این شکایت از سوی دادگاه برای بررسی پذیرفته شد.

## حق رانندگی برای زنان در عربستان سعودی
سمر بدوی در جنبش رانندگی زنان در سال‌های ۲۰۱۲–۲۰۱۱ در عربستان سعودی نیز شرکت فعالی داشت و به سایر زنان راننده در برخورد با پلیس و دادگاه یاری می‌داد. در تاریخ ۱۶ فوریهٔ ۲۰۱۲ سمر بدوی به همراه منال شریف به‌طور رسمی از وزارت کشور عربستان سعودی به دلیل ممانعت از صدور گواهینامهٔ رانندگی برای زنان شکایت کردند. آن‌ها خاطر نشان کردند که به دلیل عدم وجود قانونی که صریحاً زنان را از رانندگی منع کند، هیچ توجیهی برای امتناع وزارت مربوط از صدور گواهینامهٔ رانندگی وجود ندارد.

## زندگی شخصی
سمر بدوی دو بار ازدواج کرده، وی از ازدواج اولش یک پسر دارد و همسر دومش ولید ابوالخیر، وکیل و فعال حقوق بشر است. سمر همچنین خواهر رائف بدوی نویسنده، وبلاگ‌نویس و فعال حقوق بشر است.

## جایزه‌ها و افتخارها
- جایزهٔ بین‌المللی زنان شجاع از طرف وزارت امور خارجهٔ ایالات متحدهٔ آمریکا در سال ۲۰۱۲

این جایزه در بزرگداشت مبارزات وی برای احقاق حقوق زنان در عربستان، تلاش برای لغو قیمومت مردان بر زنان در این کشور، احقاق حق رانندگی زنان و همچنین حق مشارکت زنان در انتخابات در عربستان سعودی به وی اهدا گردید.

## ممنوعیت خروج از کشور
در ۳ دسامبر ۲۰۱۴ مقامات فرودگاه بین‌المللی ملک عبدالعزیز از خروج بدوی که برای شرکت در شانزدهمین انجمن سازمان‌های مردم‌نهادِ اتحادیهٔ اروپا در ارتباط با حقوق بشر عازم بروکسل بود، ممانعت به عمل آوردند. به گفتهٔ مسئولان کنترل گذرنامه، وزارت کشور عربستان سعودی حکم ممنوع‌الخروجی را برای وی صادر کرده و او اجازهٔ سفر به خارج از کشور را ندارد. اتحادیهٔ اروپا در این مورد با مقامات کشور عربستان تماس گرفت تا دلایل این ممنوع‌الخروجی آشکار شود.